# Sportclub (Fernsehsendung)
Der Sportclub war eine Sportsendung im NDR Fernsehen und wurde, während der Fußballsaison, am Sonntagabend um 22:50 Uhr ausgestrahlt. 

## Inhalt
Die Sendelänge betrug 45 Minuten und befasste sich hauptsächlich mit den norddeutschen Fußball und seinen Vereinen. Daneben wurde auch vom Handball, Basketball, Eishockey, Reitsport und weiteren Sportereignissen aus der Region berichtet. Zudem wurden Studiogäste zu den Themen eingeladen. Wenn es keine Sonntagsspiele in der Fußball-Bundesliga gab, so begann der Sportclub schon um 22:30 Uhr. Zur üblichen Zeit wurde der Sportclub von 21:45 bis 22:45 Uhr im Studio 3 aufgezeichnet und ab 22:50 Uhr gesendet. Die Sendung fand bis zur COVID-19-Pandemie vor Publikum statt. Im Anschluss lief seit 2015 die halbstündige Reportagesendung Sportclub Story mit Hintergrundberichten und Porträts aus der Welt des Sports. Sportclub live berichtete in Liveübertragungen von großen Sportereignissen im Norden wie dem Deutschen Spring-Derby und weiteren Springreitturnieren, Meisterschaften im Formationstanz (Standard und Latein), dem Hamburg- oder dem Hannover-Marathon.

## Geschichte
In den 1970er Jahren entstand aus der Idee von Sportjournalist Fritz Klein Sport III, die Vorgängersendung des Sportclub, die am 13. Januar 1974 auf Sendung ging. Bis zum Beginn der 1990er Jahre gab es noch ein gemeinsames Drittes Fernsehprogramm des Norddeutschen Rundfunks, Radio Bremen und des Sender Freies Berlin. Im wöchentlichen Wechsel waren die Programme für die Sportsendung verantwortlich und wurden von dort ausgestrahlt. Später trug die Sendung, als das NDR Fernsehen noch N3 hieß, den Namen Sport 3. Bis Mai 2009 wurde der Sportclub einmal im Monat von Radio Bremen produziert und gesendet. Durch konzeptionelle Änderungen ab 2010 mit der Fokussierung auf den Bundesligafußballs und erheblich steigender Kosten in Federführung des NDR ließen keinen ausreichenden Platz für Bremer Themen. So entschieden sich die Bremer keine Sendungen mehr für den Sportclub zuzuliefern. Zuletzt war Stephan Schiffner Moderator der Bremer Ausgabe.
Am 5. Mai 2019 moderierte Gerhard Delling, langjähriger Moderator der Sendung, seinen letzten Sportclub. Nach 32 Jahren beendete er seine Tätigkeit bei der ARD. Im Sommer 2022 verließ Moderatorin Valeska Homburg den NDR. Sie wurde im Juli des Jahres beim Fußballverein Bayer 04 Leverkusen Leiterin der Abteilung Medien & PR.
Am 25. Mai 2025 wurde die letzte Folge der Sendung im NDR ausgestrahlt. Der letzte Studiogast war Felix Magath, der am häufigsten in der Sendung zu Gast war. Das Sendeformat soll künftig in veränderter Form als Online-Format fortgeführt werden. 

## Moderatoren

### Ehemalige Moderatoren (Auswahl)

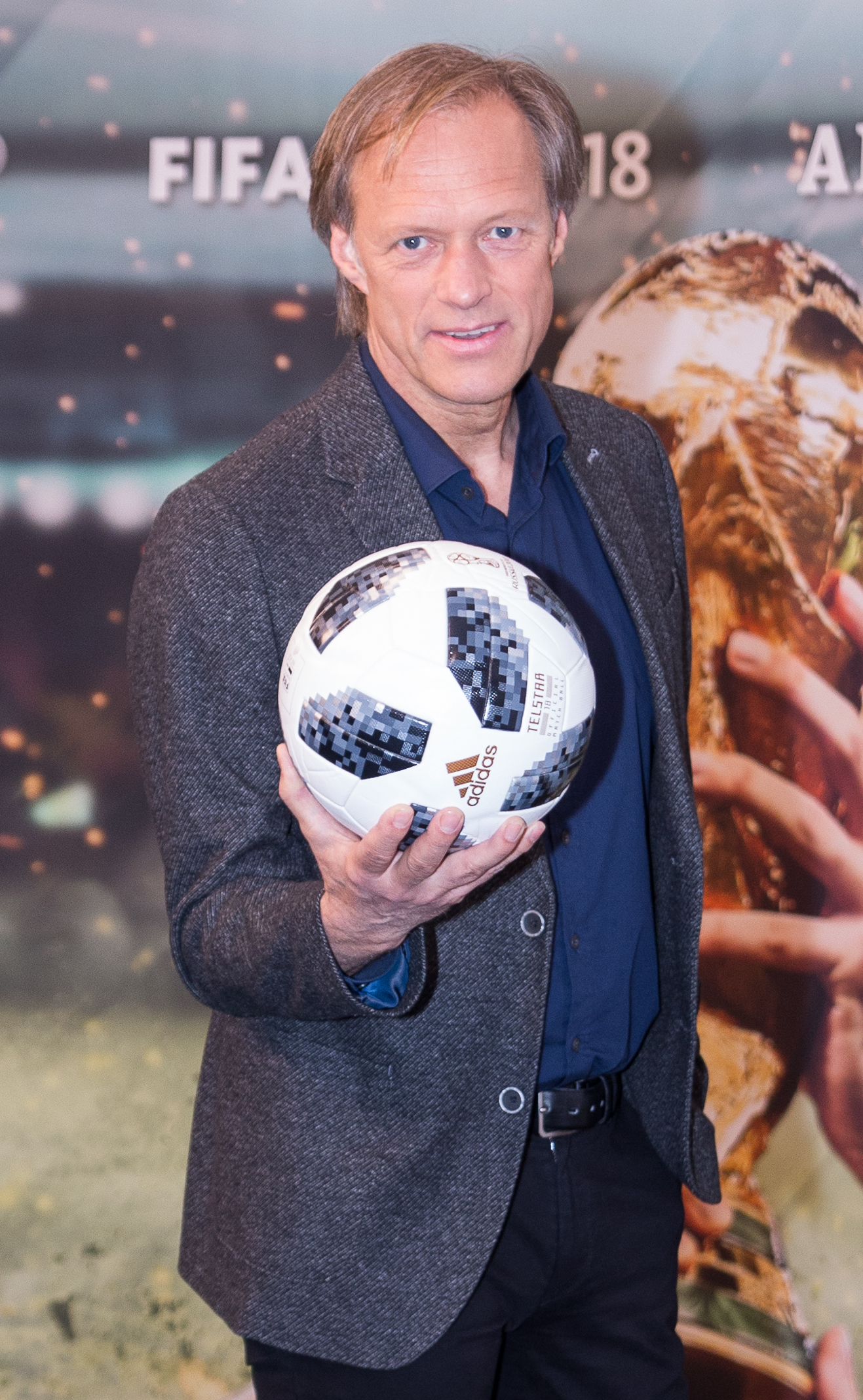
Gerhard Delling (April 2018)

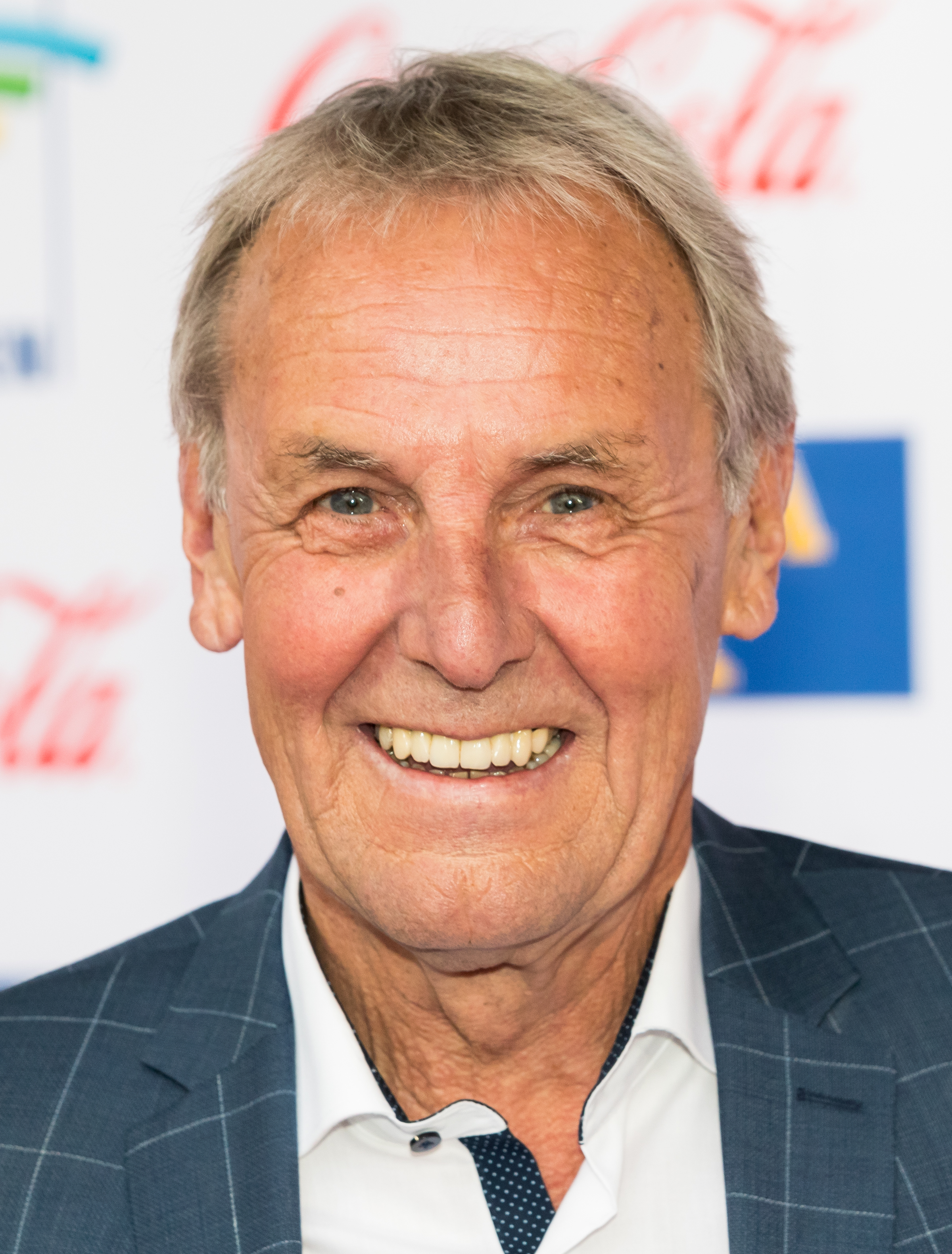
Jörg Wontorra (April 2019)

| Moderator/-in      |
| ------------------ |
| Dieter Adler       |
| Uwe Bahn           |
| Alexander Bleick   |
| Alexander Bommes   |
| Peter Carstens     |
| Gerhard Delling    |
| Ludwig Evertz      |
| Wilfried Hark      |
| Valeska Homburg    |
| Peter Jensen       |
| Walter Johannsen   |
| Andreas Käckell    |
| Johannes B. Kerner |
| Fritz Klein        |
| Rainer Koppke      |
| Christiane Kühn    |
| Monica Lierhaus    |
| Edgar Mielke       |
| Silke Samel        |
| Konstantin Sauer   |
| Stephan Schiffner  |
| Steffen Simon      |
| Jochen Sprentzel   |
| Jörg Wontorra      |
| Sina Braun         |
| Ina Kast           |
| Martin Roschitz    |
| Ben Wozny          |